# CKHJ
CKHJ (auch bekannt als Fredericton’s Country Station) ist ein privater Hörfunksender aus Fredericton, New Brunswick, Kanada. Gesendet werden aktuelle Country-Musikcharts. Der Sender sendet auf der Frequenz 1260 AM. Des Weiteren wird das Programm ins Internet als auch ins digitale Kabelnetz eingespeist. Der Sendemast befinden sich an der Royal Road, nordwestlich von Fredericton. Weitere Sendemasten die das Programm Senden befinden sich in New Maryland und Oromocto.

## Geschichte
Der Sender begann mit der Ausstrahlung am 19. August 1977 unter der Bezeichnung CIHI. Im Juni 2000 wurden die Sendefrequenzen unter den Schwestersendern getauscht. CIHI übernahm die Frequenz 105.3 und CKHJ wurde auf die 1260 AM umgestellt.
CKHJ zusammen mit CIHI wurden von Radio One Ltd. bis 1999 betrieben. Diese Sender wurden 1999 an Telemedia Communications verkauft. Im Jahr 2002 erfolgte ein weiterer Verkauf an Astral Media.

## Programm
- Brent Buchanan Show
- East Coast Music Show
- Dawn Gallant
- Jimmy the Janitor
- Mark Phillips